# Yukiya Sugita
Yukiya Sugita (jap. 杉田 祐希也 Sugita Yukiya; * 22. April 1993 in Saitama), auch bekannt als Sugi, ist ein japanischer Fußballspieler.

## Karriere
Yukiya Sugita  erlernte das Fußballspielen in der Jugendmannschaft von Kashiwa Reysol und der Universitätsmannschaft der Sendai University. Seinen ersten Vertrag unterschrieb er 2013 in Spanien bei FC Jove Español San Vicente, einem Verein aus San Vicente del Raspeig der in der Vierten Liga, der Tercera División, spielte. 2013 wechselte er zum Zweitligisten Hércules CF nach Alicante. Nach Vertragsende Mitte 2015 war er bis Anfang 2016 vereinslos. Pattaya United, ein thailändischer Erstligist,  verpflichtete ihn 2016. Nach der Hinserie 2016 wurde er an den Zweitligisten PTT Rayong FC ausgeliehen. 2017 verließ er Thailand und schloss sich dem schwedischen Club Dalkurd FF aus Borlänge an. Bis Juli 2018 spielte er 41 Mal für den Club. Im Juli 2018 nahm ihn der iranische Verein Tractor Sazi Täbris unter Vertrag. Der Verein spielt in der höchsten Liga des Landes, der Persian Gulf Pro League und ist in Täbris beheimatet. Von März 2020 bis August 2020 wurde er an den schwedischen Erstligisten IK Sirius nach Uppsala ausgeliehen. Nach Ende der Ausleihe wurde er im August fest verpflichtet. Bei Sirius stand er bis Ende Januar 2023 unter Vertrag. Ende Januar 2023 unterschrieb er im Iran einen Vertrag beim Erstligisten Foolad FC. Bei dem Verein aus Ahvaz kam er bis Sommer 2023 einmal zum Einsatz. Im Juni 2023 wurde sein Vertrag nicht verlängert.